# Christiane Herzog
Christiane Herzog – francuska judoczka.
Złota medalistka mistrzostw Europy w 1975 i brązowa w 1978. Mistrzyni Francji w 1974, 1976 i 1980 roku.